# Hannes Schwarz
Hannes Schwarz (* 27. April 1926 in Anger bei Weiz in der Steiermark; † 15. Juni 2014 in Weiz) war ein österreichischer Maler.

## Leben und Werk
Schwarz besuchte die Volksschule in Anger und die erste Klasse der Hauptschule in Weiz, wo er auch Geige lernte. 1939 wurde er in die NS-Ordensburg Sonthofen aufgenommen, in der er intensiven ideologischen Indoktrinationen ausgesetzt war, jedoch auf musikalischem und bildnerischem Gebiet besonders gefördert wurde. Als Cellist war er im Schulorchester der Ordensburg tätig und wurde auf Orchestertourneen durch Deutschland und die besetzten Gebiete eingesetzt. Er maturierte in Sonthofen und wurde an die Kunstakademie Stuttgart aufgenommen, er wurde aber bald zum Kriegsdienst einberufen. Der Krieg und der Zusammenbruch des NS-Staates ließen seine bisherige Weltanschauung zerbrechen.

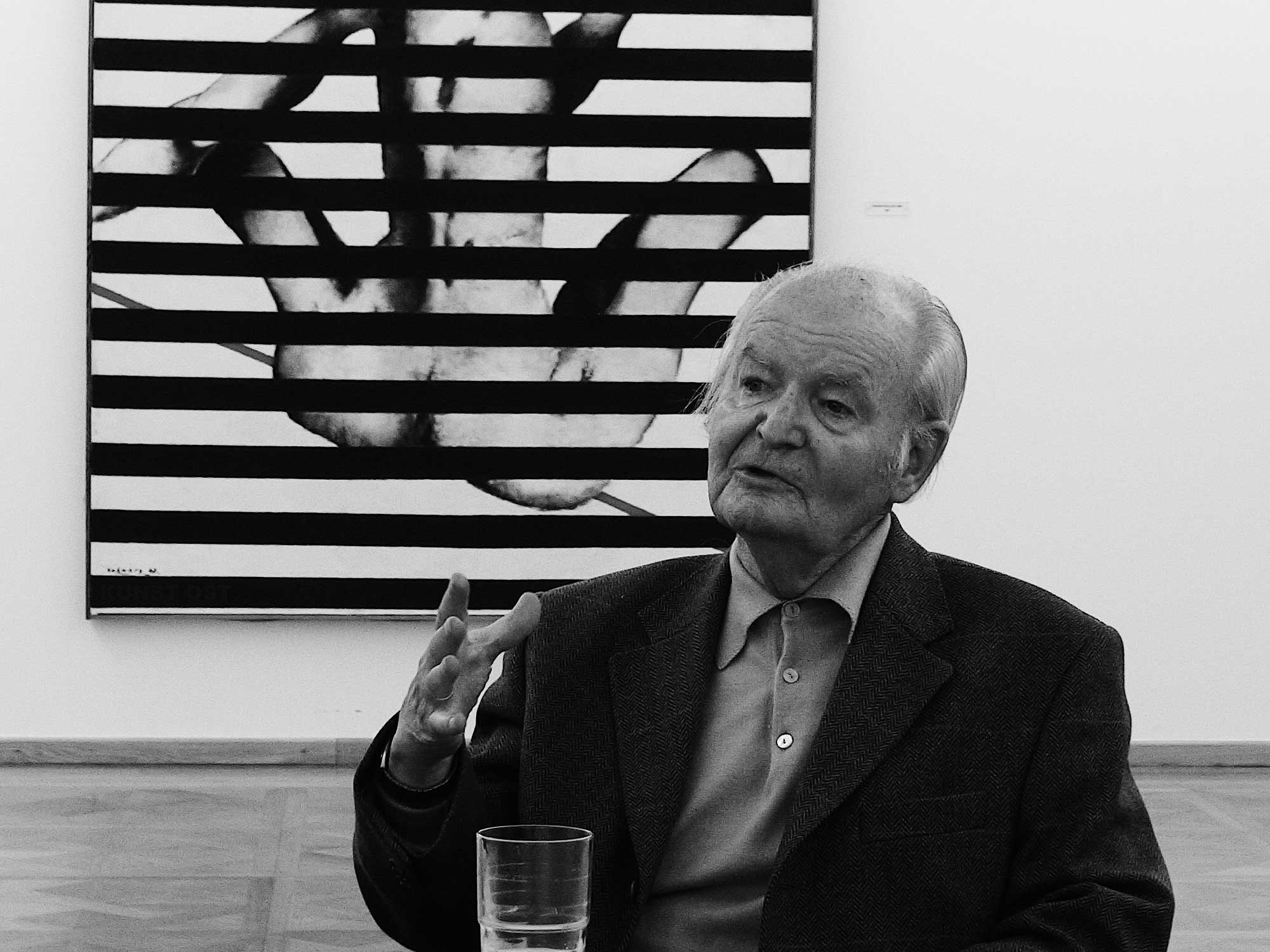
Der Maler Hannes Schwarz vor einem seiner Werke im Hannes Schwarz-Saal in Weiz bei einem Arbeitstreffen von Kunst Ost

1945 begann für ihn eine intensive geistige Auseinandersetzung, die zu einer völligen Neuorientierung führte und durch das Studium der Schriften von Martin Heidegger, Karl Jaspers und Albert Camus vom Existentialismus bestimmt war. In den folgenden Jahren setzte sich Schwarz auch mit den Arbeiten von Max Horkheimer und Theodor W. Adorno auseinander. Er ließ sich, um leben zu können, zum Volksschullehrer ausbilden, später wurde er Hauptschullehrer und Gymnasialprofessor. Er fing erneut an zu malen.
1948 lernte Schwarz Anton Kolig kennen. Die Freundschaft blieb bis zum Tod Koligs bestehen; die beiden führten einen regen Briefwechsel miteinander. 1950 heiratete er. 1952 besuchte der Künstler Maria Marc, die Witwe von Franz Marc. Schwarz sah Werke der Künstlervereinigung Blauer Reiter im Original und knüpfte Kontakte zu Günther Franke und Fritz Winter. 1955 gewannen für ihn die Schriften von Schopenhauer, Kolakowski und Wittgenstein neben denen der Existentialisten und der Frankfurter Schule an Bedeutung. Er schloss eine Studie über Das Pädagogische in der Wertphilosophie Robert Reiningers im Gesichtsfeld existentiellen Denkens ab. 1958 erhielt Schwarz den Förderungspreis des Landes Steiermark für einen Aufenthalt in Paris, wo er Daniel-Henry Kahnweiler traf. 1959 wurde seine Tochter Reingard geboren. Ab 1960 setzte sich Schwarz intensiv mit den Schriften Franz Kafkas auseinander. 1980 unternahm er eine große Spanienreise, die sich auch auf seine Werke auswirkte. Er malte in dieser Zeit Landschaftsbilder. 1981 wurde ihm der Berufstitel Professor verliehen. Ab 1984, nach der Pensionierung als Gymnasialprofessor am BG/BRG Weiz, malte er wieder intensiv, womit er einige Jahre vor seinem Tod aus Gesundheitsgründen aufhören musste. Es besteht eine permanente Ausstellung im Stift Admont.
Zum 10. Todestag und zum 100. Geburtstag wird der Künstler Hannes Schwarz und sein Werk bis 2026 im 3-Jahres Projekt „Gegenwelten - Hannes Schwarz (1926-2014)“ in insgesamt sieben Ausstellungen präsentiert. Neben der Auftaktveranstaltung am 17. Oktober 2024 im Kunsthaus Weiz, einem Podiumsgespräch über das Leben und Wirken des Künstlers, wird ein weiterer Gesprächsabend am 10. April 2025 im Museum des Stiftes Admont stattfinden.

## Auszeichnungen
1982 wurde ihm der Würdigungspreis des Landes Steiermark für bildende Kunst verliehen. Im Jahre 1996 wurde er in Anbetracht seiner Dienste um die Stadt Weiz mit dem Ehrenring, im Jahre 2006 dann mit der Ehrenbürgerschaft der Stadt Weiz ausgezeichnet.

## Veröffentlichungen (ohne Ausstellungskataloge)
- Überschattungen (Bilder zu Gedichten von Alfred Kolleritsch). Salzburg und Wien, 1990.
- Man sieht nur, was man denkt. Aufzeichnungen und Notizen. Herausgegeben von Reingard Schwarz. Graz, 2021.